# Мирандола
Мира̀ндола (на италиански: Mirandola, на местен диалект Miràndla, Мирандъла) е град и община в северна Италия, провинция Модена, регион Емилия-Романя. Разположен е на 18 m надморска височина. Населението на общината е 23 785 души (към 2012 г.).
През пролетта 2012 г. много сгради са повредени от силни земетресения.